# Рослини Волинської області, занесені до Червоної книги України
Список рослин Волинської області, занесених до Червоної книги України.

## Статистика
До списку входить 109 видів рослин, з них:
- Судинних рослин — 88;
- Мохоподібних — 6;
- Водоростей — 10;
- Лишайників — 1;
- Грибів — 4.

Серед них за природоохоронним статусом: 
- Вразливих — 61;
- Рідкісних — 22;
- Недостатньо відомих  — 0;
- Неоцінених — 16;
- Зникаючих — 10;
- Зниклих у природі — 0;
- Зниклих — 0.

## Список видів
| № п/п | Українська назва виду                                  | Латинська назва виду                                             | Природоохоронний статус | Група           |
| ----- | ------------------------------------------------------ | ---------------------------------------------------------------- | ----------------------- | --------------- |
| 1     | Альдрованда пухирчаста                                 | Aldrovanda vesiculosa L.                                         | Рідкісний               | Судинні рослини |
| 2     | Астрагал піщаний                                       | Astragalus arenarius L.                                          | Вразливий               | Судинні рослини |
| 3     | Бамбузіна Бребіссона                                   | Bambusina brebissonii Kütz. ex Kütz.                             | Рідкісний               | Водорості       |
| 4     | Баранець звичайний                                     | Huperzia selago (L.) Bernh. ex Schrank et Mart.                  | Неоцінений              | Судинні рослини |
| 5     | Береза низька                                          | Betula humilis Schrank                                           | Вразливий               | Судинні рослини |
| 6     | Береза темна                                           | Betula obscura А.Kotula                                          | Рідкісний               | Судинні рослини |
| 7     | Билинець довгорогий                                    | Gymnadenia conopsea (L.) R.Br.                                   | Вразливий               | Судинні рослини |
| 8     | Билинець щільноквітковий                               | Gymnadenia densiflora (Wahlenb.) A.Dietr.                        | Вразливий               | Судинні рослини |
| 9     | Борідник паростковий                                   | Jovibarba sobolifera (Sims.) Opiz                                | Рідкісний               | Судинні рослини |
| 10    | Булатка великоквіткова                                 | Cephalanthera damasonium (Mill.) Druce                           | Рідкісний               | Судинні рослини |
| 11    | Булатка довголиста                                     | Cephalanthera longifolia (L.) Fritsch                            | Рідкісний               | Судинні рослини |
| 12    | Булатка червона                                        | Cephalanthera rubra (L.) Rich.                                   | Рідкісний               | Судинні рослини |
| 13    | Бульбохета майже квадратна                             | Bulbochaete subquadrata Mrozińska-Webb                           | Вразливий               | Водорості       |
| 14    | Верба лапландська                                      | Salix lapponum L.                                                | Вразливий               | Судинні рослини |
| 15    | Верба Старке                                           | Salix starkeana Willd.                                           | Вразливий               | Судинні рослини |
| 16    | Верба чорнична                                         | Salix myrtilloides L.                                            | Вразливий               | Судинні рослини |
| 17    | Відкасник татарниколистий, дев'ятисил татарниколистий  | Carlina onopordifolia Besser ex Szafer, Kulcz. et Pawł.          | Вразливий               | Судинні рослини |
| 18    | Вовче лико пахуче (боровик)                            | Daphne cneorum L.                                                | Вразливий               | Судинні рослини |
| 19    | Водяний горіх плаваючий                                | Trapa natans L.                                                  | Неоцінений              | Судинні рослини |
| 20    | Гвоздика несправжньопізня                              | Dianthus pseudoserotinus Błocki                                  | Вразливий               | Судинні рослини |
| 21    | Гелодій Бландова                                       | Helodium blandowii (F.Weberet D.Mohr) Warnst.                    | Вразливий               | Мохоподібні     |
| 22    | Герицій коралоподібний                                 | Hericium coralloides (Fr.) Gray                                  | Вразливий               | Гриби           |
| 23    | Глевчак однолистий (малаксис однолистий)               | Malaxis monophyllos (L.) Sw.                                     | Вразливий               | Судинні рослини |
| 24    | Гніздівка звичайна                                     | Neottia nidus-avis (L.) Rich.                                    | Неоцінений              | Судинні рослини |
| 25    | Гонатозігон волохатий                                  | Gonatozygon pilosum Wolle                                        | Рідкісний               | Водорості       |
| 26    | Горицвіт весняний                                      | Adonis vernalis L.                                               | Неоцінений              | Судинні рослини |
| 27    | Гронянка півмісяцева (ключ-трава)                      | Botrychium lunaria (L.) Sw.                                      | Вразливий               | Судинні рослини |
| 28    | Гудієра повзуча                                        | Goodyera repens (L.) R.Br.                                       | Вразливий               | Судинні рослини |
| 29    | Десмідіум Бейлі                                        | Desmidium baileyi (Ralfs) Nordst.                                | Рідкісний               | Водорості       |
| 30    | Дрочок крилатий                                        | Genistella sagittalis (L.) Gams                                  | Рідкісний               | Судинні рослини |
| 31    | Евастропсіс Ріхтера                                    | Euastropsis richteri (Schmidle) Lagerh.                          | Вразливий               | Водорості       |
| 32    | Жировик Льозеля                                        | Liparis loeselii (L.) Rich.                                      | Вразливий               | Судинні рослини |
| 33    | Жовтозілля Бессера                                     | Senecio besserianus Minder.                                      | Вразливий               | Судинні рослини |
| 34    | Журавлина дрібноплода                                  | Oxycoccus microcarpus Turcz. ex Rupr.                            | Вразливий               | Судинні рослини |
| 35    | Зелениця сплюснута (дифазіаструм сплюснутий)           | Diphasiastrum complanatum (L.) Holub                             | Рідкісний               | Судинні рослини |
| 36    | Зелениця триколоскова (дифазіаструм триколосковий)     | Diphasiastrum tristachyum (Pursh) Holub                          | Зникаючий               | Судинні рослини |
| 37    | Зелениця Цайллера (дифазіаструм Цайллера)              | Diphasiastrum zeilleri (Rouy) Holub                              | Зникаючий               | Судинні рослини |
| 38    | Зіновать подільська, рокитничок подільський            | Chamaecytisus podolicus (Błocki) Klásk.                          | Вразливий               | Судинні рослини |
| 39    | Змієголовник Рюйша                                     | Dracocephalum ruyschiana L.                                      | Неоцінений              | Судинні рослини |
| 40    | Зозулинець шоломоносний                                | Orchis militaris L.                                              | Вразливий               | Судинні рослини |
| 41    | Зозулині сльози яйцеподібні                            | Listera ovata (L.) R.Br.                                         | Неоцінений              | Судинні рослини |
| 42    | Зозулині черевички справжні                            | Cypripedium calceolus L.                                         | Вразливий               | Судинні рослини |
| 43    | Зозульки бузинові (пальчатокорінник бузиновий)         | Dactylorhiza sambucina (L.) Soy                                  | Вразливий               | Судинні рослини |
| 44    | Зозульки м'ясочервоні (пальчатокорінник м'ясочервоний) | Dactylorhiza incarnata (L.) Soy                                  | Вразливий               | Судинні рослини |
| 45    | Зозульки плямисті (пальчатокорінник плямистий)         | Dactylorhiza maculata (L.) Soό                                   | Вразливий               | Судинні рослини |
| 46    | Зозульки травневі (пальчатокорінник травневий)         | Dactylorhiza majalis (Rchb.) P.F.Hunt et Summerhayes             | Рідкісний               | Судинні рослини |
| 47    | Зозульки Фукса (пальчатокорінник Фукса)                | Dactylorhiza fuchsii (Druce) Soy                                 | Неоцінений              | Судинні рослини |
| 48    | Кальдезія білозоролиста                                | Caldesia parnassifolia (L.) Parl.                                | Зникаючий               | Судинні рослини |
| 49    | Кладонія зірчаста, кладонія альпійська                 | Cladonia stellaris (Opiz.) Brodo                                 | Рідкісний               | Лишайники       |
| 50    | Комоничок зігнутий                                     | Succisella inflexa (Kluk) G.Beck                                 | Рідкісний               | Судинні рослини |
| 51    | Коральковець тричінадрізаний                           | Corallorhiza trifida Chätel.                                     | Рідкісний               | Судинні рослини |
| 52    | Коручка болотна                                        | Epipactis palustris (L.) Crantz                                  | Вразливий               | Судинні рослини |
| 53    | Коручка темно-червона                                  | Epipactis atrorubens (Hoffm. ex Bernh.) Besser                   | Вразливий               | Судинні рослини |
| 54    | Коручка чемерникоподібна (коручка широколиста)         | Epipactis helleborine (L.) Crantz                                | Неоцінений              | Судинні рослини |
| 55    | Косарики черепитчасті                                  | Gladiolus imbricatus L.                                          | Вразливий               | Судинні рослини |
| 56    | Листочня кучерява, спарасис кучерявий                  | Sparassis crispa (Wulfen) Fr.                                    | Зникаючий               | Гриби           |
| 57    | Лілія лісова                                           | Lilium martagon L.                                               | Неоцінений              | Судинні рослини |
| 58    | Ломикамінь болотний                                    | Saxifraga hirculus L.                                            | Вразливий               | Судинні рослини |
| 59    | Любка дволиста                                         | Platanthera bifolia (L.) Rich.                                   | Неоцінений              | Судинні рослини |
| 60    | Любка зеленоквіткова                                   | Platanthera chlorantha (Cust.) Rchb.                             | Рідкісний               | Судинні рослини |
| 61    | Марсилея чотирилиста                                   | Marsilea quadrifolia L.                                          | Вразливий               | Судинні рослини |
| 62    | Меезія тригранна                                       | Meesia triquetra (L. ex Jolycl.) Engstr.                         | Зникаючий               | Мохоподібні     |
| 63    | Меч-трава болотна                                      | Cladium mariscus (L.) Pohl                                       | Вразливий               | Судинні рослини |
| 64    | Молодильник озерний                                    | Isoëtes lacustris L.                                             | Вразливий               | Судинні рослини |
| 65    | Мутин малиновий                                        | Mutinus ravenelii (Berk. et M.A.Curtis) E.Fish                   | Рідкісний               | Гриби           |
| 66    | Мутин собачий                                          | Mutinus caninus (Huds.) Fr.                                      | Рідкісний               | Гриби           |
| 67    | М'якух болотний (хаммарбія болотна)                    | Hammarbya paludosa (L.) O.Kuntze                                 | Зникаючий               | Судинні рослини |
| 68    | Неотіанта каптурувата                                  | Neottianthe cucullata (L.) Schlechter                            | Зникаючий               | Судинні рослини |
| 69    | Нітела струнка                                         | Nitella gracilis (J.E. Sm.) C.Agardh                             | Вразливий               | Водорості       |
| 70    | Нітелопсіс притуплений                                 | Nitellopsis obtusa (Desv. in Loisel) J.Groves                    | Рідкісний               | Водорості       |
| 71    | Осока дводомна                                         | Carex dioica L.                                                  | Вразливий               | Судинні рослини |
| 72    | Осока Девелла                                          | Carex davalliana Smith                                           | Вразливий               | Судинні рослини |
| 73    | Осока затінкова                                        | Carex umbrosa Host                                               | Неоцінений              | Судинні рослини |
| 74    | Осока тонкокореневищна                                 | Carex chordorrhiza Ehrh.                                         | Вразливий               | Судинні рослини |
| 75    | Осока торфова                                          | Carex heleonastes Ehrh.                                          | Зникаючий               | Судинні рослини |
| 76    | Осока Хоста                                            | Carex hostiana DC.                                               | Вразливий               | Судинні рослини |
| 77    | Палудела відстовбурчена                                | Paludella squarrosa (Hedw.) Brid.                                | Зникаючий               | Мохоподібні     |
| 78    | Педіаструм Каврайського                                | Pediastrum kawraiskyi Schmidle                                   | Вразливий               | Водорості       |
| 79    | Підсніжник білосніжний (підсніжник звичайний)          | Galanthus nivalis L.                                             | Неоцінений              | Судинні рослини |
| 80    | Плаун річний                                           | Lycopodium annotinum L.                                          | Вразливий               | Судинні рослини |
| 81    | Плаунець заплавний (лікоподієлла заплавна)             | Lycopodiella inundata (L.) Holub                                 | Рідкісний               | Судинні рослини |
| 82    | Плодоріжка блощична (зозулинець блощичний)             | Anacamptis coriophora (L.) R.M.Bateman, Pridgeon et M.W.Chase    | Вразливий               | Судинні рослини |
| 83    | Плодоріжка болотна (зозулинець болотний)               | Anacamptis palustris (Jacq.) R.M. Bateman, Pridgeon et M.W.Chase | Вразливий               | Судинні рослини |
| 84    | Плодоріжка салепова (зозулинець салеповий)             | Anacamptis morio (L.) R.M. Bateman, Pridgeon et M.W.Chase        | Вразливий               | Судинні рослини |
| 85    | Псевдокаліергон плауноподібний                         | Pseudocalliergon lycopodioides (Brid.) Hedenäs                   | Вразливий               | Мохоподібні     |
| 86    | Псевдокаліергон трирядний                              | Pseudocalliergon trifarium (F.Weber et D.Mohr) Loeske            | Зникаючий               | Мохоподібні     |
| 87    | Пухирник малий                                         | Utricularia minor L.                                             | Вразливий               | Судинні рослини |
| 88    | Пухирник середній                                      | Utricularia intermedia Hayne                                     | Вразливий               | Судинні рослини |
| 89    | Росичка англійська (росичка довголиста)                | Drosera anglica Huds.                                            | Вразливий               | Судинні рослини |
| 90    | Росичка середня                                        | Drosera intermedia Hayne                                         | Вразливий               | Судинні рослини |
| 91    | Сашник іржавий                                         | Schoenus ferrugineus L.                                          | Вразливий               | Судинні рослини |
| 92    | Ситник бульбистий                                      | Juncus bulbosus L.                                               | Вразливий               | Судинні рослини |
| 93    | Ситняг сосочкоподібний                                 | Eleocharis mamillata Lindb.                                      | Вразливий               | Судинні рослини |
| 94    | Скорпідій скорпіоноподібний                            | Scorpidium scorpioides (Hedw.) Limpr.                            | Вразливий               | Мохоподібні     |
| 95    | Смілка литовська                                       | Silene lithuanica Zapał.                                         | Неоцінений              | Судинні рослини |
| 96    | Сон лучний (сон чорніючий, сон богемський)             | Pulsatilla pratensis (L.) Mill.                                  | Неоцінений              | Судинні рослини |
| 97    | Товстянка звичайна                                     | Pinguicula vulgaris L.                                           | Вразливий               | Судинні рослини |
| 98    | Тофільдія чашечкова                                    | Tofieldia calyculata (L.) Wahlenb.                               | Вразливий               | Судинні рослини |
| 99    | Траунштейнера куляста                                  | Traunsteinera globosa (L.) Rchb.                                 | Вразливий               | Судинні рослини |
| 100   | Хамедафна чашечкова (торфяниця чашечкова)              | Chamaedaphne calyculata (L.) Moench                              | Вразливий               | Судинні рослини |
| 101   | Хара витончена                                         | Chara delicatula C.Agardh                                        | Рідкісний               | Водорості       |
| 102   | Хара мохувата                                          | Chara muscosa J.Groves et Bull.-Webst.                           | Вразливий               | Водорості       |
| 103   | Цибуля ведмежа (черемша)                               | Allium ursinum L.                                                | Неоцінений              | Судинні рослини |
| 104   | Шафран Гейфелів                                        | Crocus heuffelianus Herb.                                        | Неоцінений              | Судинні рослини |
| 105   | Шейхцерія болотна                                      | Scheuchzeria palustris L.                                        | Вразливий               | Судинні рослини |
| 106   | Шолудивник королівський                                | Pedicularis sceptrum-carolinum L.                                | Вразливий               | Судинні рослини |
| 107   | Шолудивник лісовий                                     | Pedicularis sylvatica L.                                         | Вразливий               | Судинні рослини |
| 108   | Щитолисник звичайний                                   | Hydrocotyle vulgaris L.                                          | Рідкісний               | Судинні рослини |
| 109   | Язичник сибірський (буковинський, український)         | Ligularia sibirica Cass.                                         | Вразливий               | Судинні рослини |